# Milan Savić
Milan Savić (Servisch: Милан Савић) (Belgrado, 4 april 1994) is een Servisch voetballer die uitkomt voor AA Gent. 

## Carrière
Savić doorliep alle jeugdreeksen van de Servische topclub Partizan Belgrado waarna hij op interesse kon rekenen van meerdere Europese clubs. Op 5 oktober 2012 raakte bekend dat hij bij AA Gent een profcontract tekende voor één seizoen met de optie op een extra contractjaar. Op zondag 8 juli 2018 tekende Milan een driejarig contract bij Kv Mechelen.
Tijdens de play-offs van het seizoen 2012/2013 was de laatste kwalificatiewedstrijd in play-off A mathematisch onnodig om de winnaar van play-off B te treffen. Daarom besliste coach Víctor Fernández om Savić een kans te geven in de centrale defensie. Hij speelde de volledige wedstrijd.

## Statistieken
| Seizoen         | Club            | Land            | Competitie         | Competitie | Competitie | Beker | Beker | Internationaal | Internationaal | Totaal | Totaal |
| Seizoen         | Club            | Land            | Competitie         | Wed.       | Dlp.       | Wed.  | Dlp.  | Wed.           | Dlp.           | Wed.   | Dlp.   |
| --------------- | --------------- | --------------- | ------------------ | ---------- | ---------- | ----- | ----- | -------------- | -------------- | ------ | ------ |
| 2012/13         | AA Gent         | Vlag van België | Jupiler Pro League |            |            |       |       |                |                |        |        |
| 1               | AA Gent         | Vlag van België | Jupiler Pro League | 0          | 0          | 0     | 0     | 0              | 1              | 0      |        |
| 2013/14         | 0               | 0               | 0                  | 0          | 0          | 0     | 0     | 0              |                |        |        |
| Carrière totaal | Carrière totaal | Carrière totaal | Carrière totaal    | 1          | 0          | 0     | 0     | 0              | 0              | 1      | 0      |